# Codi ATC J04
El  codi ATC J04, descrit com Fàrmacs antimicobactèries, és una subgrup terapèutic de l'Anatomical, Therapeutic, Chemical Classification System (ATC). La classificació ATC és un sistema de codis alfanumèric desenvolupat per l'Organització Mundial de la Salut (OMS) per als fàrmacs i altres productes sanitaris. El subgrup J04 és part del grup anatòmic J Antiinfecciosos en general per a ús sistèmic.

Els codis per a ús veterinari (codis ATCvet) poden han estat creats afegint la lletra Q davant dels codis ATC humans: QJ04... 
Les adaptacions estatals de la classificació ATC poden incloure codis addicionals no presents en aquesta llista, que segueix la versió de l'OMS.

## J04A Fàrmacs per al tractament de latuberculosi
J04A A Àcid aminosalicílic i derivats
J04A B Antibiòtics
J04A C Hidrazides
J04A D Derivats de la tiocarbamida
J04A K Altres fàrmacs per al tractament de la tuberculosi
J04A M Combinacions de fàrmacs per al tractament de la tuberculosi

## J04B Fàrmacs per al tractament de lalepra
J04B A Fàrmacs per al tractament de la lepra